# Roland Schoeman
Roland Mark Schoeman (* 3. Juli 1980 in Pretoria) ist ein südafrikanischer Schwimmer.

## Leben
Im Alter von 16 Jahren begann er ernsthaft mit dem Schwimmtraining. Nach nur ein paar Monaten bestritt er die ersten Wettkämpfe und seine sportliche Karriere ging steil nach oben. Bei den Commonwealth Games gewann er eine Goldmedaille, zwei Silbermedaillen und eine Bronzemedaille.
Bei den Olympischen Sommerspielen 2004 in Athen gewann er Gold mit der südafrikanischen 4 × 100-m-Freistilstaffel in Weltrekordzeit, Silber über 100 m Freistil sowie Bronze über 50 m Freistil. Bei den Schwimmweltmeisterschaften 2005 in Montreal verbesserte er zweimal den Weltrekord über 50 m Schmetterling und wurde Weltmeister. Schoeman wurde auch Weltmeister über 50 m Freistil. Er ist der erste Mensch, der die 50 Meter unter 21 Sekunden geschwommen ist.
Im Mai 2019 wurde Schoemann positiv auf das nicht zugelassene Hormon GW501516 getestet und wegen Dopings für ein Jahr gesperrt.

## Rekorde
| Weltrekorde (1)          | Weltrekorde (1) | Weltrekorde (1) | Weltrekorde (1)  |
| ------------------------ | --------------- | --------------- | ---------------- |
| 50 m Freistil (Kurzbahn) | 20,30 s         | 8. August 2009  | Pietermaritzburg |
| (Stand: 7. August 2010)  |                 |                 |                  |

## Auszeichnungen
2007 erhielt Schoeman den Order of Ikhamanga in Silber.